# Projet de centrale nucléaire d'Erdeven
La centrale nucléaire d'Erdeven est un ancien projet d'implantation de centrale nucléaire sur la commune d'Erdeven dans le Morbihan, annoncé en 1974 mais abandonné en 1975 après une forte opposition locale. 

## Histoire
En 1974, pour contrer le premier choc pétrolier débuté trois années plus tôt, l’État français annonce un programme massif de développement du nucléaire. Parmi les 43 sites proposés initialement, une implantation est suggérée sur la commune d'Erdeven, pour une capacité de 5 000 MW.
Dès l'annonce du projet, une forte opposition se propage au sein de la population. Le 21 décembre 1974, le conseil municipal se prononce contre la construction de la centrale. Le maire justifie cette position par la crainte envers les dangers du nucléaire, malgré les emplois créés et les potentiels retombées économiques pour la commune,.
Des manifestations ont lieu durant l'année 1975, à l'initiative du CRIN, présidé par Michel Le Corvec (qui devint en 1977 maire d'Étel) et animé notamment par Michel Politzer, pour s'opposer au projet avec notamment 15 000 manifestants au mois de mars,. 
Le projet est finalement abandonné en 1975 et le monument de « La Main Verte » est érigé en souvenir de la mobilisation contre le projet. Le monument a été rénové en 2015,.